# Mycterus canescens
Mycterus canescens es una especie de coleóptero de la familia Mycteridae.

## Distribución geográfica
Habita en California, Nevada y Oregón en (Estados Unidos).